# Gérard Jaquet
Pour les articles homonymes, voir Jaquet.
Gérard Jaquet, né le 12 janvier 1916 à Malakoff (Seine) et mort le 13 avril 2013 dans le 13e arrondissement de Paris, est un homme politique socialiste et résistant français.
Durant la IVe République, il est secrétaire d'État chargé de l'Information puis ministre de la France outre-Mer. Il est vice-président du Parlement européen de 1979 à 1982.

## Biographie

### Famille
Gérard Jaquet est né à Malakoff dans une famille de classe moyenne en voie d’ascension sociale. Son père est contrôleur des PTT à Paris-Grenelle et sa mère institutrice. Ses parents sont de gauche, sans être militants.

### Jeunesse et formation
Gérard Jacques fréquente l’école primaire de Malakoff. Il entre en classe de cinquième au Lycée Montaigne à Paris. Deux ans plus tard, il étudie au lycée Lakanal à Sceaux jusqu’à la Terminale, puis suit la classe de philosophie du lycée Buffon. Il poursuit ensuite ses études à la faculté de médecine de Paris.

### Carrière politique
Gérard Jaquet adhère à la Section française de l'Internationale ouvrière (SFIO) dès 1932. 
Résistant dès 1940, il est successivement secrétaire fédéral de la SFIO clandestine de la Seine, membre du Comité d'action socialiste et du mouvement de résistance Libération-Nord, secrétaire général adjoint de la SFIO clandestine. Il fait également partie du Comité parisien de la Libération.
Il est ensuite membre des deux Assemblées Constituantes, puis député socialiste de la Seine (1946-1958). Il est président de la Commission chargée d'enquêter sur les évènements survenus en France de 1933 à 1945 une commission d'enquête parlementaire, en 1947.
Gérard Jaquet est membre, dès 1952, de l'Assemblée commune de la Communauté européenne du charbon et de l'acier.

#### Fonctions ministérielles
Gérard Jaquet est nommé secrétaire d'État chargé de l'Information dans le Gouvernement de Guy Mollet du 1er février 1956 au 13 juin 1957. Durant ses fonctions, il est l'un des artisans de la loi garantissant le statut indépendant de l'Agence France Presse.
Gérard Jaquet devient ensuite ministre de la France outre-Mer du gouvernement Maurice Bourgès-Maunoury, du 13 juin au 6 novembre 1957, et du gouvernement Félix Gaillard, du 6 novembre 1957 au 14 mai 1958.

#### Parlementaire européen
Gérard Jaquet est membre du Bureau politique du parti socialiste, directeur du quotidien le Populaire (1963-1965), président de la Gauche européenne, secrétaire national aux relations extérieures, député à l’Assemblée parlementaire du Conseil de l'Europe (1979-1984), vice-président du Parlement européen de 1979 à 1982.
Il est nommé au Conseil d'État en 1978.

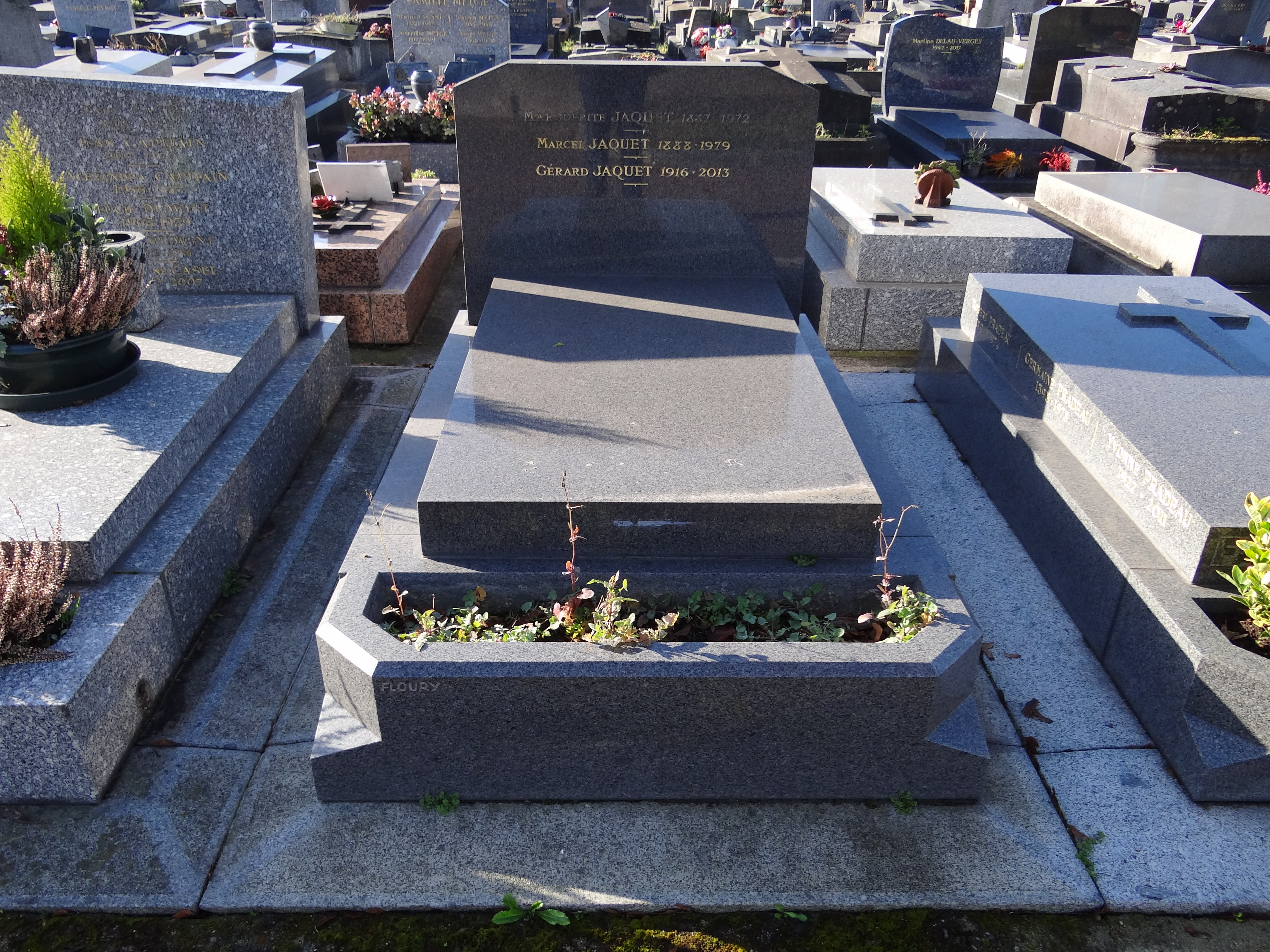
La tombe de Gérard Jaquet au cimetière de Montrouge à Paris.

## Ouvrages
- De Léon Blum à François Mitterrand, L'Encyclopédie du socialisme, 2006

## Décorations
- Officier de la Légion d'honneur (1989)[7]